# Mariano Ramón Toedtli Leones
Mariano Toedtli (Córdoba, 23 de març de 1976) és un futbolista argentí, que ocupa la posició de davanter.
Va començar a destacar al CA Huracán. El 1999 dona el salt a Europa per jugar amb el modest Marítimo portuguès, i a l'any següent canvia a la competició espanyola al fitxar per la UD Salamanca. Amb els castellans, que romanien a la Segona Divisió, marca 16 gols en 41 partits, una xifra que li val la incorporació al Sevilla FC.
Amb els andalusos debuta a la primera divisió espanyola. Hi romandria dues campanyes, en les quals, tot i gaudir de minuts, no es va alçar amb la titularitat. Després de militar la 03/04 al Recreativo de Huelva, recala al Polideportivo Ejido, on durant quatre anys seria el referent atacant, fins al descens de l'Ejido el 2008, fitxant aleshores pel Cadis CF, on quallaria una primera bona temporada, amb 18 gols.